# Lia Zoppelli
Pour les articles homonymes, voir Zoppelli.
Lia Zoppelli, née le 16 novembre 1920 à Milan dans la région de la Lombardie et morte le 2 janvier 1988 dans la même ville, est une actrice italienne.

## Biographie
Née en 1920 à Milan, Lia Zoppelli débute comme actrice au théâtre en 1938 au sein de la compagnie Cimara-Maltagliati-Ninchi et joue aux côtés d'interprètes célèbres de l'époque tels que Ruggero Ruggeri, Memo Benassi, Sarah Ferrati (it) ou Tino Carraro. Après l'armistice de Cassibile en 1943, elle intègre le Servizio Ausiliario Femminile (it), jusqu'à la fin de la guerre.
En 1947, elle rencontre le metteur en scène Giorgio Strehler qui la dirige dans plusieurs pièces, comme Les Nuits de la colère d'Armand Salacrou ou Arlequin valet de deux maîtres (Il servitore di due padroni ou Arlecchino servitore di due padroni) de Carlo Goldoni. En 1950, elle fait partie d'une compagnie comprenant les acteurs et actrices Ernesto Calindri, Valeria Valeri, Franco Volpi, Alberto Lionello et Lauretta Masiero. Elle apparaît ensuite sous la direction de Mario Ferrero (it) dans une adaptation de la pièce Cocktail Party de T. S. Eliot et donne la réplique à Carlo Dapporto dans la comédie musicale Giove in doppiopetto du duo Garinei et Giovannini.
Au cinéma, après un rôle secondaire dans la comédie Il sogno di tutti d'Oreste Biancoli et László Kiss en 1941, elle obtient plusieurs rôles importants durant les années 1960, donnant notamment la réplique à Totò dans plusieurs comédies, comme Chi si ferma è perduto de Sergio Corbucci, Totòtruffa 62 de Camillo Mastrocinque, Son Excellence est restée dîner (Sua Eccellenza si fermò a mangiare) de Mario Mattoli ou Totò e Cleopatra de Fernando Cerchio, dans lequel elle incarne le personnage de Fulvie. Elle joue également dans le péplum Le Grand Défi (Ercole, Sansone, Maciste e Ursus gli invincibili) de Giorgio Capitani, dans le musicarello Soldati e capelloni d'Ettore Maria Fizzarotti, dans la comédie Il vigile de Luigi Zampa, incarne la mère de la jeune Alessandra Panaro dans la comédie napolitaine Cerasella de Raffaello Matarazzo et donne la réplique à Renato Rascel, Sylva Koscina et Christopher Lee dans la comédie fantastique Les temps sont durs pour les vampires (Tempi duri per i vampiri) de Steno.
Durant cette période, elle obtient également de nombreux rôles secondaires dans diverses séries télévisées, comme I Giacobini d'Edmo Fenoglio (it),  Paura per Janet (it) et Scaramouche (it) de Daniele D'Anza et joue dans plusieurs téléfilms adaptés de pièces de théâtre.
Durant les années 1970 et 1980, elle obtient moins de rôles, alternant alors entre le théâtre, la télévision et le cinéma, ou elle apparaît pour la dernière fois en 1982 en prenant part à la comédie fantastique Le Fantôme, ma femme et moi (La casa stregata) de Bruno Corbucci et à la comédie romaine Il conte Tacchia de Sergio Corbucci.
En Italie, elle est également devenue célèbre grâce à ses apparitions dans les spots publicitaires tournés pour la marque Alemagna avec Enrico Viarisio et Alberto Lionello et qui ont été diffusés pendant de nombreuses années dans l'émission populaire Carosello.
Marié au pilote automobile Eugenio Minetti, elle décède à Milan en 1988. 

## Filmographie

### Au cinéma
- 1941 : Il sogno di tutti d'Oreste Biancoli et László Kiss
- 1944 : Il processo delle zitelle de Carlo Borghesio
- 1959 : Les temps sont durs pour les vampires (Tempi duri per i vampiri) de Steno
- 1959 : La cambiale de Camillo Mastrocinque
- 1960 : Cerasella de Raffaello Matarazzo
- 1960 : Il vigile de Luigi Zampa
- 1960 : Le ambiziose de Tony Amendola
- 1960 : Incorrigibles Parents (Genitori in blue-jeans) de Camillo Mastrocinque
- 1960 : Chi si ferma è perduto de Sergio Corbucci
- 1961 : Son Excellence est restée dîner (Sua Eccellenza si fermò a mangiare) de Mario Mattoli
- 1961 : Scandali al mare de Marino Girolami
- 1961 : Totòtruffa 62 de Camillo Mastrocinque
- 1961 : Les Frères corses (I fratelli corsi) d'Anton Giulio Majano
- 1961 : Le ambiziose d'Antonio Amendola
- 1962 : La Nonne de Monza (La monaca di Monza) de Carmine Gallone
- 1962 : Jeunesse de nuit (Gioventù di notte) de Mario Sequi
- 1962 : Gli italiani e le donne,  épisode Chi la fa, l'aspetti, de Marino Girolami
- 1962 : Appuntamento in Riviera de Mario Mattoli
- 1963 : La pupa de Giuseppe Orlandini
- 1963 : Totò e Cleopatra de Fernando Cerchio
- 1963 : Avventura al motel de Renato Polselli
- 1963 : Le Jour le plus court (Il giorno più corto) de Sergio Corbucci
- 1964 : Le Grand Défi (Ercole, Sansone, Maciste e Ursus gli invincibili) de Giorgio Capitani
- 1967 : Soldati e capelloni d'Ettore Maria Fizzarotti
- 1967 : Pas folles, les mignonnes (Le dolci signore) de Luigi Zampa
- 1971 : Siamo tutti in libertà provvisoria de Manlio Scarpelli
- 1972 : Rosina Fumo viene in città... per farsi il corredode Claudio Gora
- 1982 : Il conte Tacchia de Sergio Corbucci
- 1982 : Le Fantôme, ma femme et moi (La casa stregata) de Bruno Corbucci

### À la télévision

#### Séries télévisées
- 1958 : Aprite: Polizia
- 1959 : Farse d'altri tempi
- 1959 – 1961 : Giallo club - Invito al poliziesco (it), trois épisodes
- 1960 : Tom Jones (it) d'Eros Macchi (it)
- 1962 : I Giacobini d'Edmo Fenoglio (it)
- 1963 : Paura per Janet (it) de Daniele D'Anza
- 1964 : Za-bum (it)
- 1964 : Biblioteca di Studio Uno, épisode Il dottor Jeckill e mister Hide
- 1965 : Scaramouche (it) de Daniele D'Anza
- 1976 : Solo la verità
- 1977 : Il commissario De Vincenzi (it), saison deux, épisode La barchetta di cristallo

#### Téléfilms
- 1954 : Il cadetto Winslow de Franco Enriquez (it)
- 1954 : L'importanza d'essere Franco de Mario Ferrero (it)
- 1957 : Scampolo de Mario Landi
- 1958 : Buon viaggio, Paolo de Stefano De Stefani
- 1960 : La moglie americana de Guglielmo Morandi (it)
- 1963 : Il piccolo caffè de Vittorio Cottafavi
- 1965 : La cena delle beffe de Guglielmo Morandi (it)
- 1967 : Il latitante de Daniele D'Anza
- 1971 : I mostri sacri de Flaminio Bollini (it)
- 1974 : Philadelphia Story de Maurizio Ponzi
- 1985 : Baciami strega de Duccio Tessari